# Resident Advisor
Resident Advisor – australijski portal poświęcony muzyce elektronicznej, założony w 2001 roku. Posiada biura w Ibizie, Berlinie, Tokio i Londynie. Strona publikuje newsy, recenzje płyt i koncertów, rankingi, wywiady z nowymi artystami, promuje wydarzenia (koncerty, sety DJ-skie) związane z muzyką elektroniczną.